# Flugdrachen
|  | Dieser Artikel wurde aufgrund von formalen oder inhaltlichen Mängeln in der Qualitätssicherung Biologie zur Verbesserung eingetragen. Dies geschieht, um die Qualität der Biologie-Artikel auf ein akzeptables Niveau zu bringen. Bitte hilf mit, diesen Artikel zu verbessern! Artikel, die nicht signifikant verbessert werden, können gegebenenfalls gelöscht werden. Lies dazu auch die näheren Informationen in den Mindestanforderungen an Biologie-Artikel. |

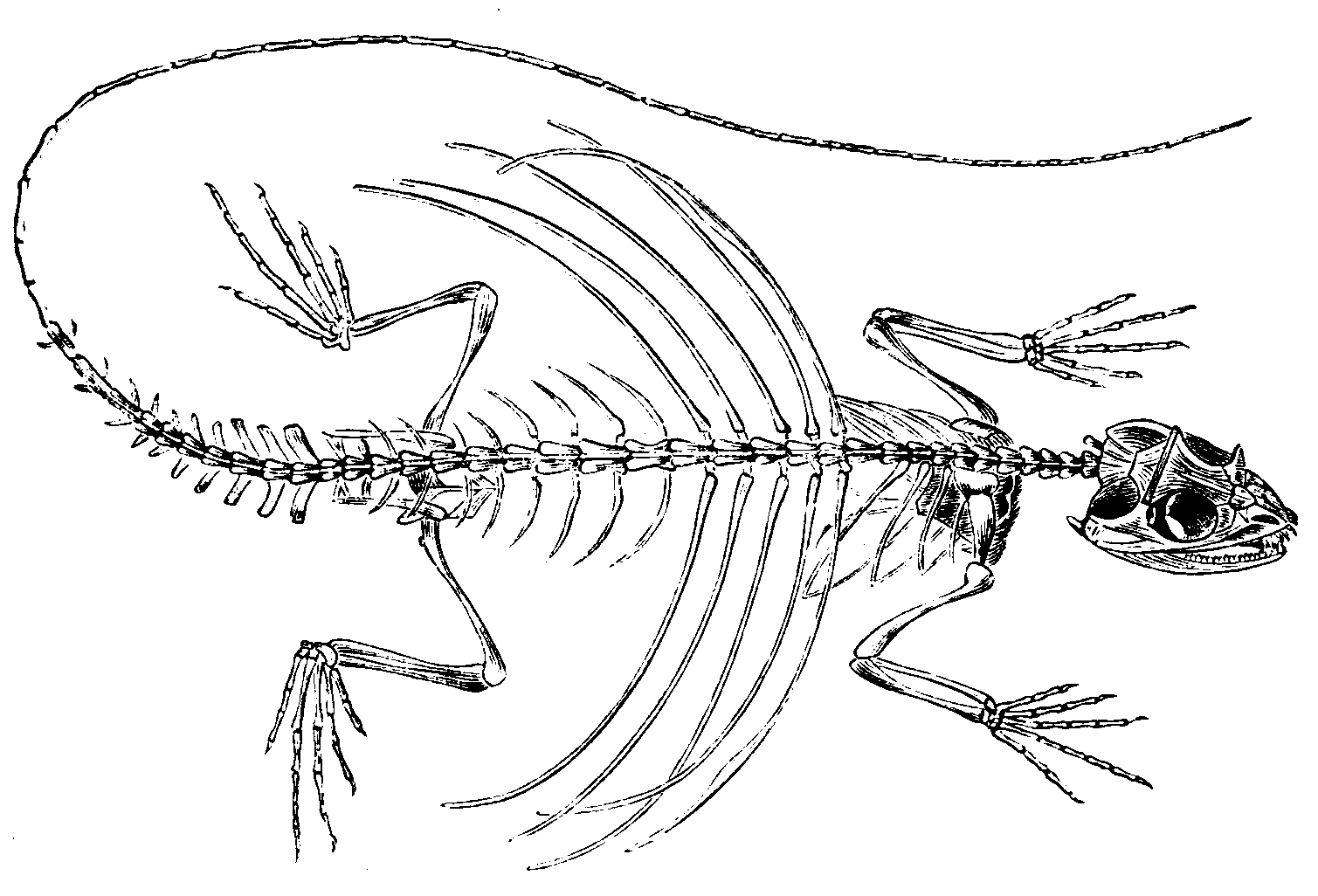
Die Flughaut ist zwischen den verlängerten Rippen aufgespannt

Die Flugdrachen (Draco) sind eine Gattung der Echsenfamilie der Agamen (Agamidae). Die Arten dieser Gattung sind in Südostasien und im südwestlichen Indien weit verbreitet und leben ausschließlich auf Bäumen.

## Merkmale
Die 20 bis 26 Zentimeter langen Flugdrachen tragen an fünf bis acht verlängerten Rippen Flughäute, mit denen sie im Gleitflug von Baum zu Baum segeln können. Meistens überbrücken sie nur wenige Meter, sind aber auch zu Gleitflug von bis zu 60 Metern Länge fähig. Die Hautsegel, wie auch der Kehlsack, sind oft bunt gefärbt und werden in Ruhestellung seitlich am Körper nach hinten zusammengelegt.
1758 beschreibt Linnaeus im Abschnitt Animalia Paradoxa seiner Systema Naturae auch legendäre Tiere ohne sie einer Art zuzuordnen: „DRACO corpore anguino, duobus pedibus, duabus aliis, Vespertilonis instar, est Lacerta alata“ (Ein DRACHE mit einem schlangenartigen Körper, zwei Füßen und zwei weiteren, wie eine Fledermaus, ist eine geflügelte Eidechse.)

## Lebensraum und Lebensweise
Flugdrachen leben in von Zweiflügelfruchtbäumen dominierten Wäldern mit hohem Baumbestand. Die Männchen sind sehr territorial, wobei ihr Gebiet ein bis mehrere Bäume umfasst. Sie bewegen sich gleitend und patrouillieren in ihrem Revier in dem sich nur Weibchen frei bewegen dürfen.
Sie ernähren sich von Insekten, hauptsächlich von baumbewohnenden Ameisen. Nur zur Fortpflanzung kommen die Tiere auf den Boden, um ihre bis zu vier Eier zu vergraben.

## Arten

Die Verbreitungsgebiete der verschiedenen Flugdrachenarten

- Draco abbreviatus Hardwicke & Gray, 1827
- Draco affinis Bartlett, 1895
- Draco biaro Lazell, 1987
- Draco bimaculatus Günther, 1864
- Draco blanfordii Blanford, 1878
- Draco caerulhians Lazell, 1992
- Draco cornutus Günther, 1864
- Draco cristatellus Günther, 1872
- Draco cyanopterus Peters, 1867
- Draco dussumieri Duméril & Bibron, 1837
- Draco fimbriatus Kuhl, 1820
- Draco guentheri Boulenger, 1885
- Draco haematopogon Gray, 1831
- Draco indochinensis Smith, 1928 (mitunter synonymisiert mit D. blanfordii)
- Draco jareckii Lazell, 1992
- Draco lineatus Daudin, 1802
- Gefleckter Flugdrache (Draco maculatus (Gray, 1845))
- Draco maximus Boulenger, 1893
- Draco melanopogon Boulenger, 1887
- Draco mindanensis Stejneger, 1908
- Draco norvillii Alcock, 1895
- Draco obscurus Boulenger, 1887
- Draco ornatus (Gray, 1845)
- Draco palawanensis Mcguire & Alcala, 2000
- Draco quadrasi Boettger, 1893
- Draco quinquefasciatus Hardwicke & Gray, 1827
- Draco reticulatus Günther, 1864
- Draco spilopterus (Wiegmann, 1834)
- Draco taeniopterus Günther, 1861
- Timor-Flugdrache (Draco timoriensis Kuhl, 1820)
- Gemeiner Flugdrache (Draco volans Linnaeus, 1758)